# Rodrigo Saracho
Rodrigo Emanuel Saracho (General Pacheco, 6 de enero de 1994) es un futbolista argentino. Su equipo actual es San Antonio Bulo Bulo de la Primera División de Bolivia.

## Trayectoria

### Inicios
Saracho realizó las divisiones inferiores en San Lorenzo entre 2008 y 2014.

### Olimpo
En 2015, reforzó el arco de Olimpo, equipo que en ese momento disputaba la Primera División. En el club no disputó ningún partido profesional, pero fue convocado cinco veces al banco de suplentes (entre ellos un partido ante su exequipo, San Lorenzo).

### Estudiantes
Saracho firmó en 2016 contrato con Estudiantes de Buenos Aires, club que disputaba la Primera B Metropolitana. Su debut llegó un año después, en el empate 1-1 frente a Colegiales.
Para la siguiente temporada, el arquero bonaerense logró asentarse en el arco de Estudiantes, disputando 26 partidos. Mismo escenario en el campeonato siguiente, cuando logró más titularidad con 35 encuentros en el torneo. Además, en la 2018-19, el Pincha de Caseros consiguió el ascenso a la Primera B Nacional.
En la segunda categoría comenzó como suplente, pero en noviembre de 2019 comenzó a tener más protagonismo y, finalmente, retomó la titularidad como en el torneo transición de 2020, siendo partícipe en todos los encuentros.

### Quilmes
Luego de rechazar una oferta de Racing Club, Rodrigo Saracho se convirtió, a principios de 2021, en refuerzo de Quilmes.

### Barracas Central
En diciembre de 2021, Saracho se convirtió en nuevo jugador de Barracas Central de Primera División.

### Godoy Cruz
A principios de 2023 firmó contrato con el equipo mendocino, atajando partidos de Copa Argentina y torneo local.  

### Ferro
El 3 de febrero de 2024 debutó como arquero de Ferro Carril Oeste. Recibió goles en los 11 partidos que disputó, en el torneo de Primera Nacional B 2024, y el director técnico Jorge Cordon.

### Deportivo Riestra
El 10 de junio de 2024 llegó a préstamo a Deportivo Riestra para jugar en Primera División, bajo las órdenes de Cristian Fabbiani.

### San Antonio Bulo Bulo
En 2025 hizo su primera experiencia en el exterior firmando para San Antonio Bulo Bulo de Bolivia, equipo clasificado a la Copa Libertadores. Disputó los seis partidos de la fase de grupos, y al quedar en el tercer puesto, accedieron a los play-offs de la Copa Sudamericana. 

## Estadísticas
Actualizado al último partido disputado el 21 de junio de 2025.
| Olimpo Argentina | 1.ª           | 2015          | 0   | 0    | 0  | 0   | - | -   | 0   | 0    |
| Olimpo Argentina | 1.ª           | 2016          | 0   | 0    | 0  | 0   | - | -   | 0   | 0    |
| Olimpo Argentina | Total club    | Total club    | 0   | 0    | 0  | 0   | - | -   | 0   | 0    |
| Estudiantes (BA) Argentina | 3.ª           | 2016-17       | 1   | 1    | 0  | 0   | - | -   | 1   | 1    |
| Estudiantes (BA) Argentina | 3.ª           | 2017-18       | 26  | 17   | 0  | 0   | - | -   | 26  | 17   |
| Estudiantes (BA) Argentina | 3.ª           | 2018-19       | 35  | 28   | 0  | 0   | - | -   | 35  | 28   |
| Estudiantes (BA) Argentina | 2.ª           | 2019-20       | 7   | 7    | 0  | 0   | - | -   | 7   | 7    |
| Estudiantes (BA) Argentina | 2.ª           | 2020          | 11  | 14   | -  | -   | - | -   | 11  | 14   |
| Estudiantes (BA) Argentina | Total club    | Total club    | 80  | 67   | 0  | 0   | - | -   | 80  | 67   |
| Quilmes Argentina | 2.ª           | 2021          | 30  | 28   | -  | -   | - | -   | 30  | 28   |
| Quilmes Argentina | Total club    | Total club    | 30  | 28   | -  | -   | - | -   | 30  | 28   |
| Barracas Central Argentina | 1.ª           | 2022          | 11  | -14  | 8  | -12 | — | —   | 19  | -26  |
| Barracas Central Argentina | Total         | Total         | 11  | -14  | 8  | -12 | 0 | 0   | 19  | -26  |
| Godoy Cruz Argentina | 1.ª           | 2023          | 1   | -2   | 2  | -1  | — | —   | 3   | -3   |
| Godoy Cruz Argentina | Total         | Total         | 1   | -2   | 2  | -1  | 0 | 0   | 3   | -3   |
| Ferro Carril Oeste Argentina | 2.ª           | 2024          | 11  | -16  | —  | —   | — | —   | 11  | -16  |
| Ferro Carril Oeste Argentina | Total         | Total         | 11  | -16  | 0  | 0   | 0 | 0   | 11  | -16  |
| Deportivo Riestra Argentina | 1.ª           | 2024          | 0   | 0    | —  | —   | — | —   | 0   | 0    |
| Deportivo Riestra Argentina | Total         | Total         | 0   | 0    | 0  | 0   | 0 | 0   | 0   | 0    |
| San Antonio Bulo Bulo · Bolivia | 1.ª           | 2025          | 6   | -17  | —  | —   | 5 | -13 | 11  | -30  |
| San Antonio Bulo Bulo · Bolivia | Total         | Total         | 6   | -17  | 0  | 0   | 5 | -13 | 11  | -30  |
| Total carrera | Total carrera | Total carrera | 139 | -144 | 10 | -13 | 5 | -13 | 154 | -170 |
| (1) Las copas nacionales se refiere a la Copa Argentina y a la Copa de la Liga Profesional. (2) Las copas internacionales se refiere a la Copa Libertadores y la Copa Sudamericana. (3) Media de goles por encuentro. No incluye goles en partidos amistosos. |               |               |     |      |    |     |   |     |     |      |